# Andalusiens herrlandslag i fotboll
Andalusiens herrlandslag i fotboll är Andalusiens officiella fotbollslandslag och organiseras av det andalusiska fotbollsförbundet.
Laget är inte del av vare sig Fifa eller UEFA och deltar i varken VM eller EM. Laget har flera gånger försökt komma med i UEFA med argument som att Wales och Skottland har liknande lag, men har aldrig accepterats.

## Tabell över matcher och resultat
| År   | Plats                | Hemmalag   | Motståndare                         | Resultat |
| ---- | -------------------- | ---------- | ----------------------------------- | -------- |
| 1990 | Sevilla              | Andalusien | Uruguay                             | 1-1      |
| 1990 | Cádiz                | Andalusien | Jugoslavien                         | 0-0      |
| 1998 | Sevilla              | Andalusien | Kombination av spelare från La Liga | 2-0      |
| 1999 | Granada              | Andalusien | Estland                             | 1-0      |
| 2000 | Córdoba              | Andalusien | Marocko                             | 2-0      |
| 2001 | Vélez Málaga         | Andalusien | Irak                                | 3-1      |
| 2001 | Sevilla              | Andalusien | Tunisien                            | 3-3      |
| 2002 | Málaga               | Andalusien | Chile                               | 3-2      |
| 2003 | Huelva               | Andalusien | Lettland                            | 1-0      |
| 2004 | Sevilla              | Andalusien | Malta                               | 0-0      |
| 2005 | Cádiz                | Andalusien | Kina                                | 4-1      |
| 2006 | Sevilla              | Andalusien | Israel/Palestina                    | 3-1      |
| 2007 | Jerez de la Frontera | Andalusien | Zambia                              | 4-1      |